# Kara Solmundson
Kara Solmundson (Winnipeg, 20 de julio de 1974) es una deportista canadiense que compitió en bádminton. Ganó una medalla de bronce en los Juegos Panamericanos de 1999, en la prueba individual.

## Palmarés internacional
| Juegos Panamericanos | Juegos Panamericanos | Juegos Panamericanos | Juegos Panamericanos |
| Año                  | Lugar                | Medalla              | Prueba               |
| -------------------- | -------------------- | -------------------- | -------------------- |
| 1999                 | Winnipeg (Canadá)    | Medalla de bronce    | Individual           |